# Andreas Mitterlehner
Andreas Mitterlehner (* 21. Dezember 1960 in Haslach an der Mühl; † 28. November 2019 in Linz an der Donau) war ein österreichischer Bankmanager und Vorstandsvorsitzender der HYPO Oberösterreich.

## Leben
Mitterlehner wuchs in Ahorn auf, einer ehemals eigenständigen und jetzt zu Helfenberg gehörenden Gemeinde, und besuchte das Bundesrealgymnasium in Rohrbach. Nach der Matura absolvierte er ein Jurastudium an der Johannes Kepler Universität in Linz, das er 1985 mit der Promotion abschloss. Anschließend machte er ein Rechtspraktikum am Bezirksgericht in Linz.
Er trat 1986 in die Raiffeisenlandesbank Oberösterreich (RLB OÖ) ein, bei der er zum Kommerzkundenberater ausgebildet wurde. Im Jahre 1995 wurde Mitterlehner Leiter des Kommerzkundenbereichs und 1997 Leiter des Industriekundenbereichs. 1999 wurde er als Gesamtprokurist in den Vorstand der HYPO Salzburg entsandt, die im Eigentum der RLB OÖ stand, um die strategische Kooperation von Raiffeisenlandesbank Oberösterreich, OÖ. Landesbank und HYPO Salzburg zu koordinieren. Im folgenden Jahr wurde er zum stellvertretenden Vorstandsvorsitzenden der HYPO Salzburg ernannt und mit 1. Jänner 2004 folgte seine Ernennung zum Vorstandsvorsitzenden der HYPO Oberösterreich.
Mitterlehner war Obmann-Stellvertreter im Fachverband der Landes-Hypothekenbanken der Wirtschaftskammer Österreich sowie in weiteren Funktionen in der Wirtschaftskammer tätig. Außerdem war er Beirat im Verein der Freunde der St. Florianer Sängerknaben. Seit 2003 war er Mitglied des Öberösterreichischen Studentenwerkes und engagierte sich für das Julius-Raab-Heim Linz, das Studentenheim Hagenberg sowie die Schülerinternate in Bad Ischl und Bad Leonfelden sowie darüber hinaus für den Studienfonds des Oö. Studentenwerkes und des Stipendienfonds Julius-Raab. Seit Schüler- und Studententagen war er Mitglied der Schülerverbindung KÖStV Mühlgau Rohrbach im MKV und der Katholische akademischen Studentenverbindung KAV Austro-Danubia im ÖCV zu Linz sowie später der AV Austria Innsbruck im ÖCV und der K.ö.St.V. Nibelungia 1901 zu Linz.
In der Nacht auf den 28. November 2019 starb Mitterlehner im Alter von 58 Jahren. Im Jänner 2020 wurde Klaus Kumpfmüller vom Aufsichtsrat zu seinem Nachfolger als Vorstandsvorsitzender der HYPO Oberösterreich bestellt.

## Familie
Andreas Mitterlehner war mit Michaela Keplinger-Mitterlehner verheiratet, die Mitglied im Vorstand der Raiffeisenlandesbank Oberösterreich ist. Sein Bruder Reinhold Mitterlehner ist ehemaliger Obmann der ÖVP und Vizekanzler der Republik Österreich. Ein weiterer Bruder, Gottfried Mitterlehner, ist Chef des Landeskriminalamtes Oberösterreich.